# Andorra nos Jogos Olímpicos de Verão de 2024
Andorra participou dos Jogos Olímpicos de Verão de 2024, que foram realizados na cidade de Paris na França, entre os dias 26 de julho e 11 de agosto de 2024.

## Competidores
Esta foi a participação por modalidade nesta edição:
| Esporte   | Masculino | Feminino | Total |
| --------- | --------- | -------- | ----- |
| Atletismo | 1         | 0        | 1     |
| Canoagem  | 0         | 1        | 1     |
| Total     | 1         | 1        | 2     |

## Desempenho

### Atletismo
Os atletas andorranos de atletismo atingiram os padrões de entrada pelo ranking mundial, nos seguintes eventos (máximo de 3 atletas cada):
Masculino
Eventos de pista
| Atleta          | Evento                | Bateria   | Bateria | Final       | Final       |
| Atleta          | Evento                | Resultado | Pos.    | Resultado   | Pos.        |
| --------------- | --------------------- | --------- | ------- | ----------- | ----------- |
| Nahuel Carabaña | 3000 m com obstáculos | 8:19.44   | 7       | Não avançou | Não avançou |

### Canoagem

#### Slalom
Andorra inscreveu dois barcos na competição de slalom para os Jogos por meio do Campeonato Mundial de Canoagem Slalom da ICF de 2023, em Londres, Grã-Bretanha.
| Atleta       | Evento       | Fase Preliminar | Fase Preliminar | Fase Preliminar | Fase Preliminar | Fase Preliminar | Fase Preliminar | Semifinal | Semifinal | Final       | Final       |
| Atleta       | Evento       | Descida 1       | Pos.            | Descida 2       | Pos.            | Melhor          | Pos.            | Tempo     | Pos.      | Tempo       | Pos.        |
| ------------ | ------------ | --------------- | --------------- | --------------- | --------------- | --------------- | --------------- | --------- | --------- | ----------- | ----------- |
| Mònica Dòria | C-1 feminino | 101.28          | 3               | 151.68          | 19              | 101.28          | 3 Q             | 106.53    | 3 Q       | 113.58      | 6           |
| Mònica Dòria | K-1 feminino | 95.93           | 4               | 98.51           | 15              | 95.93           | 10 Q            | 156.28    | 22        | Não avançou | Não avançou |

Caiaque cross
| Atleta       | Evento   | Tomada de tempo | Tomada de tempo | Primeira rodada | Repescagem | Eliminatória | Quartas | Semifinal   | Final / FM  | Final / FM |
| Atleta       | Evento   | Tempo           | Pos.            | Posição         | Posição    | Posição      | Posição | Posição     | Posição     | Pos.       |
| ------------ | -------- | --------------- | --------------- | --------------- | ---------- | ------------ | ------- | ----------- | ----------- | ---------- |
| Mònica Dòria | Feminino | 73.15           | 9               | 1 Q             | Bye        | 2 Q          | 4       | Não avançou | Não avançou | 15         |